# Cartaz RTP
Cartaz RTP é um programa transmitido pela RTP1, apresentado por José Carlos Malato e tem como objetivo divulgar o que de mais importante se emite durante a semana em todo o universo RTP, com base num formato que já existiu na RTP na década de 70, o Cartaz TV, sendo então conduzido por Jorge Alves, locutor pioneiro da televisão nacional.